# 利斯西亞湖
41°00′03″N 9°15′50″E / 41.000695°N 9.263964°E
利斯西亞湖是意大利的人工湖泊，位於薩丁尼亞島，始建於1964年，面積5.6平方公里，集水區面積285平方公里，最大水深69米，蓄水量10.5億立方米。